# G2 fáze

Schéma buněčného cyklu

G2 fáze je fáze buněčného cyklu. Jedná se o 2. generační fázi (premitotickou). Během této fáze se zdvojují některé organely a další buněčné struktury. Probíhá totiž soustavná příprava na mitózu, buňka roste, tvoří se nové nutné sloučeniny. Součástí fáze je 2. kontrolní bod – kontrola zda správně proběhla replikace DNA a jestli je jádro v pořádku.